# Fairview (Virginie-Occidentale)
Pour les articles homonymes, voir Fairview.
Fairview est une ville américaine située dans le comté de Marion en Virginie-Occidentale.
Selon le recensement de 2010, Fairview compte 408 habitants. La municipalité s'étend sur 0,28 milles carrés (0,73 km2).
La ville est fondée vers 1845. Elle doit son nom à un hôtel ouvert en 1815, qui s'appelait Fairview en raison de la vue claire (fair view en anglais) sur les campagnes environnantes,. Fairview devient une municipalité en 1891.